# Burj Al Alam
El Burj Al Alam ("Torre del mundo" en español) es un rascacielos de 510 m de altura que iba a construirse en el área de Business Bay en Dubái, Emiratos Árabes Unidos; diseñado para parecer una flor de cristal. Se hubiese convertido en uno de los edificios más altos del mundo, 318 metros por debajo del actual poseedor del récord, el Burj Khalifa. En un rediseño que se hizo a finales del 2007 la altura del Burj Al Alam se elevó a 510 m, sobre los 484 m iniciales del proyecto original. La torre iba a ser edificada por la empresa The Fortune Group quien también se encarga de otros proyectos como Fortune Bay y Fortune Tower de Dubái.
Tendría 76 plantas de oficinas, un área comercial en la base y finalmente apartamentos y un hotel de lujo en las últimas 34 plantas. La sección del hotel tendría las habitaciones más altas del mundo. El edificio tendría 6 plantas más lujosas donde se ofrecerán baños turcos, jardines al aire libre y otros lujos variados. La construcción comenzó el 12 de noviembre de 2006, pero tuvo un parón que se reinició en 2009, un año después la construcción se detuvo por completo, y en 2013 el sitio de la construcción fue cubierto de nuevo por tierra, para una futura construcción de otro proyecto.